# Emmesomyia flavitarsis
Emmesomyia flavitarsis är en tvåvingeart som beskrevs av Masayoshi Suwa 1974. Emmesomyia flavitarsis ingår i släktet Emmesomyia och familjen blomsterflugor. Inga underarter finns listade i Catalogue of Life.